# Roca filoniana
Les roques filonianes, subvolcàniques o hipoabissals són un tipus de roca magmàtica que s'ha refredat a l'interior de l'escorça terrestre, entre poca fondària i fondària mitjana. La mida dels seus grans és intermèdia. El magma troba un lloc per on penetrar, quan s'atura inicia la solidificació junt a les roques circumdants. Les roques filonianes inclouen la dolerita i el pòrfir.
Les roques hipoabissals es consideren intermèdies entre les roques efusives i les roques intrusives

Hi pot haver una estructura porfírica (amb cristalls de diverses dimensions immersos en una pasta vítria), aplítica (amb cristalls molt petits i tots de les mateixes dimensions) o pegmatítica (amb cristalls de dimensions notables).

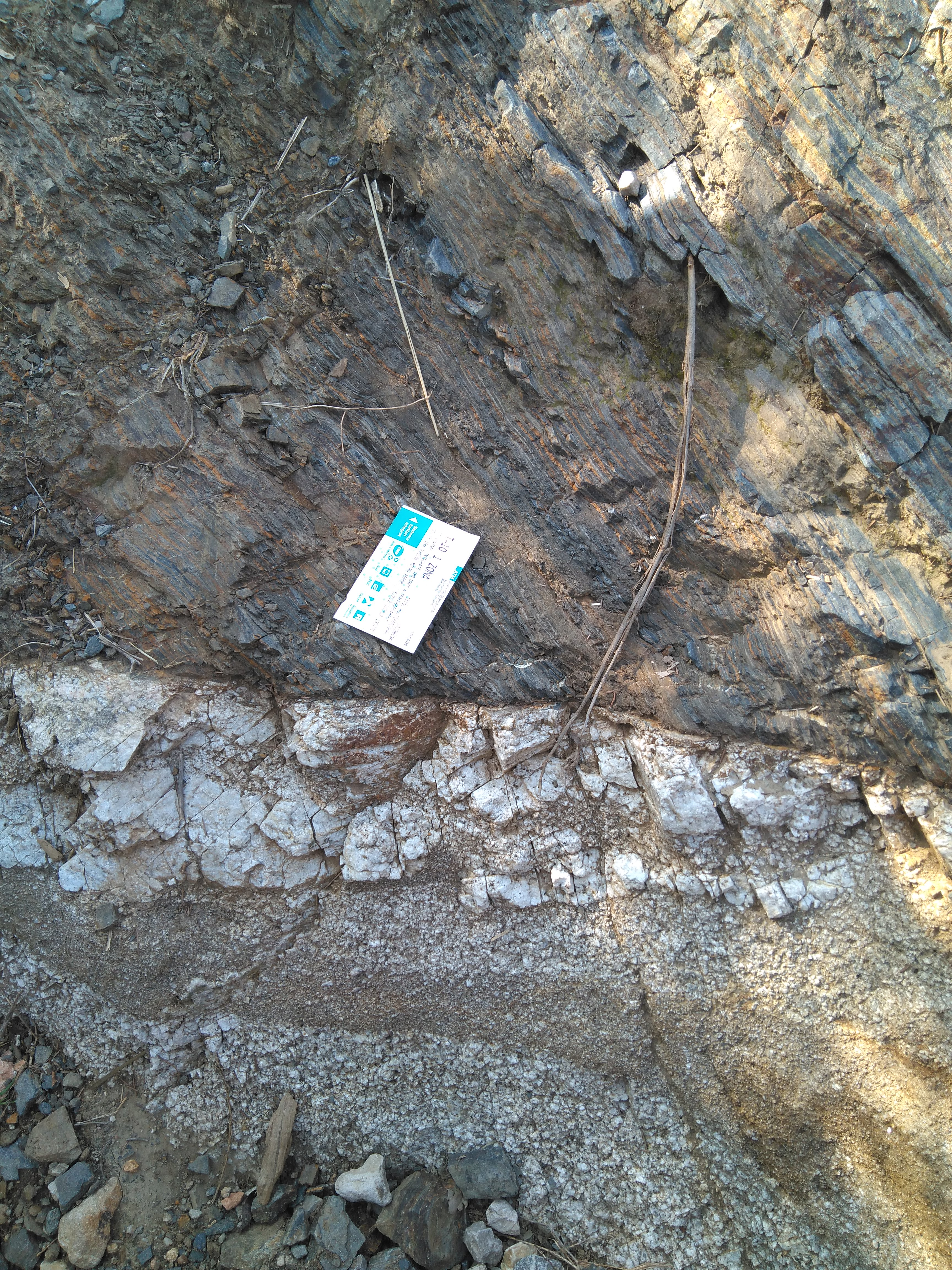
Intrusió de roca filoniana (blanca) entre dues roques preexistents. Serra de Collserola.
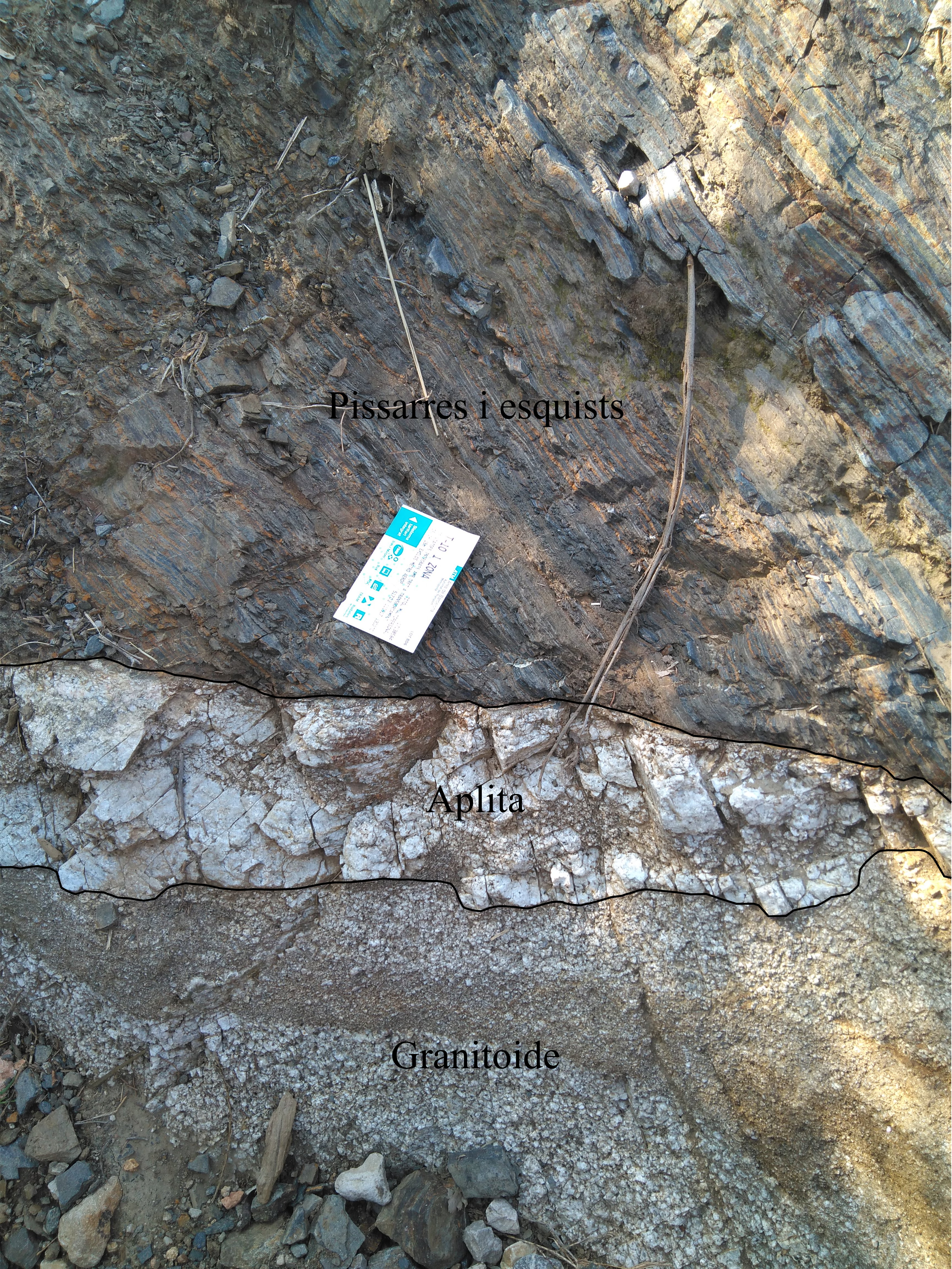
Tres tipus de roca delimitats i etiquetats: Aplita entre pissarra-esquist i granitoide.